# Laniarius erythrogaster
Bubu-de-cabeça-preta ou picanço-de-barriga-vermelha (Laniarius erythrogaster) é uma espécie de ave da família Malaconotidae.
Pode ser encontrada nos seguintes países: Burundi, Camarões, República Centro-Africana, Chade, República Democrática do Congo, Eritrea, Etiópia, Quénia, Nigéria, Ruanda, Sudão, Tanzânia e Uganda.
Os seus habitats naturais são: savanas áridas, matagal húmido tropical ou subtropical e campos de gramíneas de baixa altitude subtropicais ou tropicais sazonalmente húmidos ou inundados.